# 보편적인 노래
《보편적인 노래》는 한국의 음악 그룹 브로콜리너마저의 첫 번째 정규 음반이다. 신곡 8곡과 EP 《앵콜요청금지》에 수록된 3곡, 데모 《봄이 오면/꾸꾸꾸》에 수록된 1곡이 담겨있다. 

## 수록곡
1. 춤 (vo.덕원)
2. 이웃에 방해가 되지 않는 선에서 (vo.계피)
한국야쿠르트 '슈퍼100' 광고 노래. (유승호, 김은혜 출연)
3. 봄이 오면 (vo.계피 rap.덕원)
데모 《봄이 오면/꾸꾸꾸》의 2번 트랙.
4. 두근두근 (vo.덕원)
5. 속좁은 여학생 (vo.계피)
6. 2009년의 우리들 (vo.계피,류지,잔디,향기)
7. 말 (vo.계피)
EP 《앵콜요청금지》의 1번 트랙.
8. 안녕 (vo.계피)
EP 《앵콜요청금지》의 6번 트랙.
9. 편지 (vo.계피)
10. 앵콜요청금지 (vo.계피)
EP 《앵콜요청금지》의 3번 트랙.
11. 보편적인 노래 (vo.덕원)
12. 유자차 (vo.덕원, 계피)